# Tipic Raven
Tipic Raven (în engleză That's So Raven) este un serial de comedie supranaturală creat de către Michael Poryes și Susan Sherman care a fost difuzat pe Disney Channel de pe 17 ianuarie 2003 până pe 10 noiembrie 2007. Acțiunea are loc în San Francisco iar personajul principal este Raven Baxter interpretată de Raven-Symoné, o adolescentă cu puteri de mediu și talentul unui designer de modă. Orlando Brown și Anneliese van der Pol joacă rolurile celor mai buni prieteni ai lui Raven, Eddie Thomas și Chelsea Daniels. Kyle Massey îl joacă pe Cory, răutăciosul frate mai mic al lui Raven. T'Keyah Crystal Keymáh și Rondell Sheridan îi interpretează pe părinții adolescentei, Tanya și Victor Baxter.
Tipic Raven a fost cel mai bine cotat program de pe Disney Channel în timpul rulării sale inițiale și a fost primul serial din istoria televiziunii care a ajuns la 100 de episoade. A fost nominalizat la numeroase premii, inclusiv două nominalizări la Premiile Primetime Emmy pentru programarea pentru copii excepționali în 2005 și 2007.
Tipic Raven are două continuari: Cory in the House (2007-2008) și Raven's Home (Casa lui Raven) (2017-prezent).

## Prezentare generală
Raven Baxter, o adolescentă, primește viziuni psihice despre evenimente care vor avea loc în viitorul apropiat atunci când se află în situații profunde. Încercarea de a face ca aceste viziuni să devină realitate rezultă frecvent în probleme și situații unice pentru ea, familia și prietenii ei.

## Distribuția și personajele

### Principale
| Actor                  | Rol             | Sezoane   | Sezoane   | Sezoane   | Sezoane         |
| Actor                  | Rol             | 1         | 2         | 3         | 4               |
| ---------------------- | --------------- | --------- | --------- | --------- | --------------- |
| Raven-Symoné           | Raven Baxter    | Principal | Principal | Principal | Principal       |
| Orlando Brown          | Eddie Thomas    | Principal | Principal | Principal | Principal       |
| Kyle Massey            | Cory Baxter     | Principal | Principal | Principal | Principal       |
| Anneliese van der Pol  | Chelsea Daniels | Principal | Principal | Principal | Principal       |
| T'Keyah Crystal Keymáh | Tanya Baxter    | Principal | Principal | Principal | Doar menționată |
| Rondell Sheridan       | Victor Baxter   | Principal | Principal | Principal | Principal       |

- Raven-Symoné o joacă pe Raven Lydia Baxter, protagonista serialului în vârstă de 14–17 ani. Adoescenta are o atitudine obraznică și o personalitate grandioasă și este bine cunoscută pentru stilul ei. De asemenea, iubește moda și își proiectează propria îmbrăcăminte. Are prieteni și o familie iubitoare. Cu toate acestea, ea primește „viziuni psihice” despre ceea ce se poate sau nu întâmpla mai târziu. Ea este capabilă să „vadă” doar un segment mic al unor evenimente viitoare și, în mod frecvent, nu îi înțelege adevăratul sens.
- Orlando Brown îl joacă pe Edward "Eddie" Thomas. Are 14–17 ani și cel mai bun prieten al lui Raven. Părinții lui sunt divorțați, ceea ce este menționat de mai multe ori pe tot parcursul serialului. Se mai spune că are un frate mai mic. Într-un episod, Eddie și Raven încep să dezvolte sentimente romantice unul pentru celălalt. Cu toate acestea, până la sfârșitul episodului, ei decid să rămână prieteni.
- Kyle Massey joacă rolul lui Cory Baxter. Are 10-13 ani și este fratele mai mic al lui Raven, care uneori acționează ca principalul antagonist al serialului. El și Raven se ceartă adesea, dar pe termen lung, se îngrijesc profund unul de celălalt.
- Anneliese van der Pol o joacă pe Chelsea Daniels. Are 14–17 ani și cea mai bună prietenă a lui Raven.  Este o artistă ecologistă și vegetariană. Este înfățișată ca fiind foarte stângace. Uneori, prostia ei este atât de puternică, încât este frecvent ignorată de ceea ce ar trebui să fie evident și este incapabilă să discerne sarcasmul de sinceritate.
- T'Keyah Crystal Keymah o joacă pe Tanya Baxter (sezoanele 1–3). Tanya este mama lui Raven și Cory și soția lui Victor. Este o mamă fermă, dar distractivă și grijulie. Și-a oprit studiile pentru a-și crește familia, dar a decis odată ce copiii erau mai mari să continue studiul dreptului. A lucrat pentru o scurtă perioadă ca profesoră de engleză la școala lui Raven.
- Rondell Sheridan îl joacă pe Victor Baxter, tatăl lui Raven și Cory, și soțul Tanyei. La începutul serialului, el este un bucătar într-un restaurant, dar mai târziu își deschide propriul restaurant, The Chill Grill.

### Secundare
- Señorita Rodriguez, jucată de Rose Abdoo, este profesoară de spaniolă la școala lui Raven. De asemenea, sponsorizează ziarul Bayside Barracudian. Pe parcursul serialului a ajuns la predarea clubului de teatru, consilierea „Bayside Outdoor Club” și crearea/conducerea clubului „FLUB” (Future Leaders United in Business).
- Devon Carter, jucat de Lil' J, este iubitul constant al lui Raven din sezoanele 2–4. Înainte avea aparat dentar și acnee și era cunoscut sub numele de „Bucktooth Carter”. După ce și-a scos aparatul și fața „i s-a limpezit” peste vară și a revenit la școală, Raven și Alana s-au luptat constant pentru a fi prietena lui. În cele din urmă devine iubitul lui Raven și continuă să fie, chiar și după ce se mută la Seattle, Washington.
- Alana Rivera, jucată de Adrienne Bailon, este fosta cea mai bună prietenă a lui Raven. Ea găsește o mare plăcere în a o tachina și a o hărțui pe Raven.
- Bianca, jucată de Erica Rivera, este inamica lui Raven în sezonul 3, după ce a înlocuit-o pe Alana (care a sfârșit fiind trimisă la o școală militară) și a preluat poziția Alanei. Este destul de identică cu Alana, principala diferență fiind aceea că, în timp ce Alana era suficient de rea pentru a fi trimisă la militari, Bianca este aparent atât de proastă încât a fost dat afară de la școala militară.
- Muffy, jucată de Ashley Drane, este membru al anturajului Alanei (și, mai târziu, al Biancăi). Rolul ei este să înregistreze evenimente importante (ca un organizator) și tinde să explice ce spun Alana (și, mai târziu, Bianca), care este de obicei sumar. Ea a preluat rolul de cel mai important dușman al lui Raven după ce Bianca a plecat.
- Loca, jucată de Andrea Edwards, este membră al anturajului Alanei (și, mai târziu, al Biancăi). Este aspră și a făcut „munca proastă” pentru Alana (și apoi pentru Bianca). Este o fată înaltă, cu care nimănui nu îi place să se încurce. De asemenea, este interesată romantic de Eddie; îi place să-i dea lovituri de braț de fiecare dată când îl vede. Loca este dovedită a fi mai frumoasă decât Muffy sau Bianca în personalitate și se împrietenește oarecum cu Raven.
- William, jucat de Frankie Ryan Manriquez, este unul dintre cei mai buni prieteni ai lui Cory. Este foarte deștept și iubește rațele. Îi este frică de fete și poate cânta clarinet și pian. Colegii lui de clasă îl numesc „Căpitan Brainypants”. El „inventează” multe dispozitive diferite în diverse episoade, cum ar fi „deschizătorul frigiderului controlat de la distanță”.
- Larry, jucat de David Henrie, este cel mai bun prieten al lui Cory. Este evreu și este chitaristul din „Cory și băieții”. El ia clasa cotillion și este, de asemenea, cunoscut că este prea îngrijorat, și ușor ciudat, uneori.
- Ben Sturky, jucat de Joshua Harto, cunoscut și sub numele de 'Stinky Sturky', este student la liceul Bayside și este cunoscut pentru mirosul său neplăcut. Raven a fost forțată să lucreze cu el pentru proiectul științific al doamnei DePaulo și a încercat să-l curețe cu orice șansă. Mai târziu, Raven a acceptat să meargă cu Ben la dans. Ulterior, Raven a ajutat-o pe Chelsea să facă campanie împotriva lui Ben pentru președintele școlii. La final, Ben a câștigat alegerile.
- Chantel, jucată de Drew Sidora, este iubita lui Eddie în sezonul 3. Apare în patru episoade. Ea nu este niciodată văzută sau menționată în sezonul 4. Are un apetit incredibil și îi plac lucrurile scumpe. În ciuda poftei mari, rămâne zveltă.
- Stanley, jucat de Bobb'e J. Thompson, este vecinul de alături de Eddie, care este obsedat de Raven. El servește ca antagonist primar al serialului și are o relație frenetică cu Eddie și Cory, deși de obicei este văzut că îi înșelează. Inițial, Stanley a fost adus ca un interes de dragoste pentru vecina de lângă Raven, Sierra, dar devine mult mai interesat de Raven, iar într-un singur episod, de Loka. Stanley este nepoliticos, sarcastic și înșelător pentru toată lumea. El este un tânăr vânzător, care de obicei îl atacă pe Cory să cumpere ceva care în cele din urmă ar merge prost.
- Sydney, jucată de Sydney Park, este o fată din Bayside Community Center, pe care Raven o îndrumă. Când se întâlnesc pentru prima dată, Sydney o frământă pe Raven, insultând-o constant. Cu toate acestea, când Raven află că Sydney este un copil adoptiv, ei dezvoltă rapid o prietenie. Sydney este un comediant aspirant. Raven și Sydney sunt acum prieteni foarte apropiați. Raven și Sydney sunt adesea comparate ca surori, deși nu sunt în realitate legate.
- Donna Cabonna, jucată de Anne-Marie Johnson, este o creatoare de modă de renume mondial și șefa arogantă a lui Raven. Numele ei este o parodie a designerilor din viața reală Donna Karan și Dolce & Gabbana. Raven începe ca interna ei. Donna devine foarte susținătoare față de Raven și crede că ar putea merge departe în industria modei cu talentele sale.
- Tiffany, jucată de Jodi Shilling, este „asistenta personală” a lui Donna și rivalul primar al lui Raven în cel de-al patrulea sezon (în afara lui Muffy). Încă de la prima întâlnire, Tiffany și Raven nu se ageează una pe celălalt. Cele două „concurează” în mod constant pentru a fi asistenta favorită a lui Donna. Aparent împărtășește multe asemănări cu Muffy.
- Cindy, jucată de Jordyn Colemon, este iubita lui Cory. Cory o întâlnește pe Cindy în episodul Double Vision. După evenimentele din Bend It Like Baxter, cei doi formează un cuplu. La finalul serialului, Cindy începe să fumeze. După intervenția pe care Raven și gașca o susțin pentru Cory când cred că fumează, Cindy spune adevărul și promite să nu mai fumeze niciodată.

## Episoade
Tipic Raven este al doilea cel mai lung serial original Disney Channel, cu popularitatea sa extinzând contractul emisiunii de la 65 la 100 de episoade. Ultimul episod produs a fost "The Way We Were" (sezonul 4, episodul 21), dar apoi a fost produs "Checkin 'Out" (sezonul 4, episodul 11). Deși a fost cronologic ultimul episod, acesta nu a fost difuzat ultimul; în schimb, "Where There Smoke" (sezonul 4, episodul 22) a fost ultimul difuzat.
| Sezonul | Sezonul | Episoade | Episoade | Premiera TV       | Premiera TV         |
| Sezonul | Sezonul | Episoade | Episoade | Prima transmisie  | Ultima transmisie   |
| ------- | ------- | -------- | -------- | ----------------- | ------------------- |
|         | 1       | 21       | 21       | 17 ianuarie 2003  | 5 martie 2004       |
|         | 2       | 22       | 22       | 3 octombrie 2003  | 24 septembrie 2004  |
|         | 3       | 35       | 35       | 1 octombrie 2004  | 16 ianuarie 2006    |
|         | 4       | 22       | 22       | 20 februarie 2006 | 10 noiembrie 2007 } |

### Crossover cuZack și Cody, ce viață minunatășiHannah Montana
Episodul "Checkin 'Out" (sezonul 4, episodul 11) este prima parte a unui crossover a trei seriale orginale Disney Channel, care continuă în serialul Zack și Cody, ce viață minunată și se termină în serialul Hannah Montana. Raven Baxter se întâlnește cu Zack și Cody în timp ce vizitează hotelul Tipton pentru a face o ședință foto promovând o linie de modă pentru băieți. În timpul șederii sale, Raven îl supără pe Cody cu o viziune psihică, iar London Tipton refuză să se intereseze de unul dintre desenele vestimentare ale lui Raven până când Hannah Montana ajunge și își arată interesul.

## Producția
Numele personajului principal s-a schimbat de câteva ori înainte de producție, începând cu Dawn Baxter iar serialul purtând numele The Future Is on Me. Numele s-a mai schimbat în Rose Baxter, emisiunea devenind Absolutely Psychic. S-a ajuns în sfârșit la Raven Baxter când actrița Raven-Symoné a primit rolul principal, serialul fiind intitulat Tipic Raven. Symoné a participat inițial la audiția pentru rolul celei mai bun prietene, Chelsea. 
S-a filmat un episod pilot special pe 12 aprilie 2001, iar primul sezon a fost filmat în perioada 9 noiembrie 2001 — iunie 2002.
Tipic Raven a fost responsabil pentru multe noutăți pentru Disney Channel; serialul a fost cel mai bine cotat serial din istoria Disney Channel și primul serial care a strâns peste trei milioane de spectatori; cel de-al doilea cel mai longeviv serial din istoria Disney Channel, primul serial Disney Channel care a ajuns la 100 de episoade, primul serial Disney Channel care a produs un spinoff, Cory in the House, și unul dintre primele două seriale originale cu acțiune live, în care personajul principal iar majoritatea personajelor principale sunt minorități, primul fiind The Famous Jett Jackson.
În plus, a fost, de asemenea, primul sitcom Disney Channel care a fost filmat pe o casetă, folosind un format cu mai multe camere, filmat în fața unui public de studio și folosind o piesă de râs (laughing track).
Primele trei sezoane au fost produse de Brookwell McNamara Entertainment. Ulterior, compania a plecat la sfârșitul sezonului 3, fiind înlocuită de Warren & Rinsler Productions. Raven-Symoné a primit apoi un credit de producător pentru cel de-al patrulea și ultimul sezon al emisiunii, creditul fiind numit „That So Productions”. A devenit primul serial Disney Channel care a creat un spin-off, Cory in the House, în care este vorba despre fratele ei mai mic, Cory și tatăl său, care devenit bucătrarul principal al președintelui Statelor Unite, determinându-i pe cei doi să se mute la Washington DC.
În cel de-al patrulea sezon Tipic Raven și în Cory in the House, Victor afirmă că Tanya (T'Keyah Crystal Keymáh) este în Anglia studiind să devină avocată. Ultimele câteva episoade ale serialului s-au filmat în ianuarie 2006, dar nu au fost difuzate toate până un an mai târziu, finalul serialului difuzându-se în martie 2007, iar penultimul episod în noiembrie.

## Reuniune
La opt ani de la terminarea serialului, au existat speculații și zvonuri conform cărora serialul va primi un al doilea spin-off sau o reînnoire. Pe 14 august 2015, o reuniune cu Raven și alți actori principali ai serialului a avut loc în emisiunea The View, unde au discutat toate lucrurile despre serial și despre vremurile trecute. Crystal Keymah și Sheridan nu au fost prezenți, dar au primit o mențiune specială din partea lui Raven.

## Merchandise
Franciza Tipic Raven a fost modelată după un alt serial hit Disney, Lizzie McGuire. Raven are o linie de îmbrăcăminte, lansări de DVD, romane, seturi de dormitoare, un parfum, un joc de masă Girl Talk, trei jocuri video și două coloane sonore, That’s So Raven și That’s So Raven Too!.
În februarie 2005, jucăriile Tipic Raven au fost prezentate în McDonald's Happy Meal. În aprilie 2005, o păpușă bazată pe Raven Baxter a fost lansată, iar alta a fost lansată în anul următor.
În septembrie 2005, emisiunea a lansat și un parfum și un MP3 player.  În aceeași lună, linia de îmbrăcăminte a fost expediată în magazinele Macy. În 2006, marfa Tipic Raven a făcut 400 de milioane de dolari.

### Albume de coloană sonoră
- That’s So Raven (2004)
- That's So Raven Too! (2006)

## Audiențe
Premiera serialului a fost urmărită de 3,5 milioane de telespectatori; a fost prima serie Disney Channel care a strâns peste 3 milioane de spectatori. Cel mai vizionat episod din Tipic Raven este "Country Cousins", cu 10,8 milioane de spectatori.

## Nume în alte țări
| Țară         | Nume                                                             |
| ------------ | ---------------------------------------------------------------- |
| Australia    | That's So Raven                                                  |
| Danemarca    | That's So Raven                                                  |
| Finlanda     | That's So Raven                                                  |
| Filipine     | That's So Raven                                                  |
| Regatul Unit | That's So Raven                                                  |
| Spania       | Raven                                                            |
| Italia       | Raven                                                            |
| Portugalia   | Raven                                                            |
| Brazilia     | As Visões da Raven                                               |
| Grecia       | Ρέιβεν, μια έφηβη... μέντιουμ (Raven, o adolescentă... mediu)    |
| Franța       | Phénomène Raven                                                  |
| Germania     | Raven Blickt Durch                                               |
| India        | Aisi hai Raven                                                   |
| Japonia      | レイブン 見えちゃってチョー大変! (Reibun Mie Chatte Cho Taihen!) |
| Mexic        | Es Tan Raven                                                     |
| Polonia      | Świat Raven                                                      |
| Taiwan       | 天才魔女                                                         |
| Turcia       | Tam Raven'a Göre                                                 |

## Linkuri externe
- Site web oficial
- Tipic Raven la Internet Movie Database
- Tipic Raven la TV.com